# Eden (Texas)
Eden é uma cidade localizada no estado norte-americano do Texas, no Condado de Concho.

## Demografia
Segundo o censo norte-americano de 2000, a sua população era de 2561 habitantes.
Em 2006, foi estimada uma população de 2407, um decréscimo de 154 (-6.0%).

## Geografia
De acordo com o United States Census Bureau tem uma área de
6,3 km², dos quais 6,3 km² cobertos por terra e 0,0 km² cobertos por água. Eden localiza-se a aproximadamente 626 m acima do nível do mar.

## Localidades na vizinhança
O diagrama seguinte representa as localidades num raio de 52 km ao redor de Eden.